# Долгенькое (Изюмский район)
Долгенькое (укр. Довгеньке) — село в Изюмском районе Харьковской области Украины. Является административным центром Долгеньковского сельсовета, в который не входят другие населённые пункты. В некоторых документах село называется как Довгенькое.

## Население
Население по переписи 2001 года составляло 850 человек (392 мужчины и 458 женщин).

## Географическое положение
Село Долгенькое находится в 10 км от реки Северский Донец. В 4 км проходит автомобильная дорога E 40 (М-03). Рядом с селом несколько небольших лесных массивов, в том числе урочище Плоское (дуб).

## История
Село впервые упоминается в переписи 1782 года
До 14 сентября 1917 года в составе Российской империи. С 14 сентября по 7 ноября 1917 года в составе Российской республики. C 29 апреля по 14 декабря 1918 года во время Гражданской войны в составе Украинской державы. C декабря 1922 года в составе Украинской Советской Социалистической Республики Союза Советских Социалистических Республик.
22 января 1942 года село освобождено от германских войск советскими войсками 1-го кавалерийского корпуса (генерал-майор Ф. А. Пархоменко) Южного фронта в ходе Барвенково-Лозовской наступательной операции. 1-й кавкорпус фронтового подчинения действовал в полосе наступления 57-й армии. В мае 1942 года село снова оккупировано. Окончательно освобождено в 1943 году.
11 июня 2022 года в ходе вторжения России на Украину село было оккупировано российскими войсками. Силы ВСУ освободили Долгенькое 11 сентября 2022.

## Экономика
- ПСП «Караван»
- ООО «Злагода». Специализация — растениеводство

## Объекты социальной сферы
- Детский сад
- Школа
- Дом культуры
- Больница
- Стадион

## Достопримечательности
- Братская могила советских воинов. Похоронено 3200 воинов.
- Памятник воинам-односельчанам, погибшим в 1941—1945 гг.